# Double Delight (Rose)
Die Rosensorte Double Delight (syn. ANDeli) ist eine rotweiße Teehybride, die 1978 von Swim & Ellis eingeführt wurde. Die wegen ihres Duftes, ihrer Farbe und Form beliebte Rose entstand aus einer Kreuzung der Sorten 'Granada' (Lindquist 1963) und 'Garden Party' (Swim 1959).
Die Sorte ist öfterblühend, stark duftend und hat große, gefüllte Blüten, die einen Durchmesser von über 10 cm erreichen. Die meist einzelstehenden Blüten sind anfangs cremeweiß, bekommen aber in der Sonne vom Rand her eine karminrote Farbe. Die Blütenfarbe ändert sich daher in warmen Regionen stärker und fällt auf Grund der UV-Filterung von Glas im Gewächshaus ganz weg. Bei kühlem Wetter neigen die Blüten dazu, sich zusammenzurollen.
'Double Delight' hat großes, mattes Laub, wird 0,8 bis 1,5 m hoch und ist bis −25 °C winterfest (USDA Zone 5). Die Rose ist pflegeleicht, eignet sich sowohl als Gartenpflanze als auch als Schnittrose, ist aber etwas anfällig für Mehltau und Sternrußtau.

## Auszeichnungen
- Baden-Baden Gold 1976
- Rome Gold Medal 1976
- All American Rose Selection 1977
- Duftpreis Genf (1976) und den Haag
- Weltrose 1985
- Gamble Duft 1986